# Spektrallinje

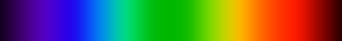
Kontinuerligt spektrum

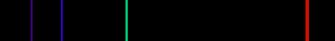
Emissionslinjer

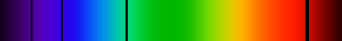
Absorptionslinjer

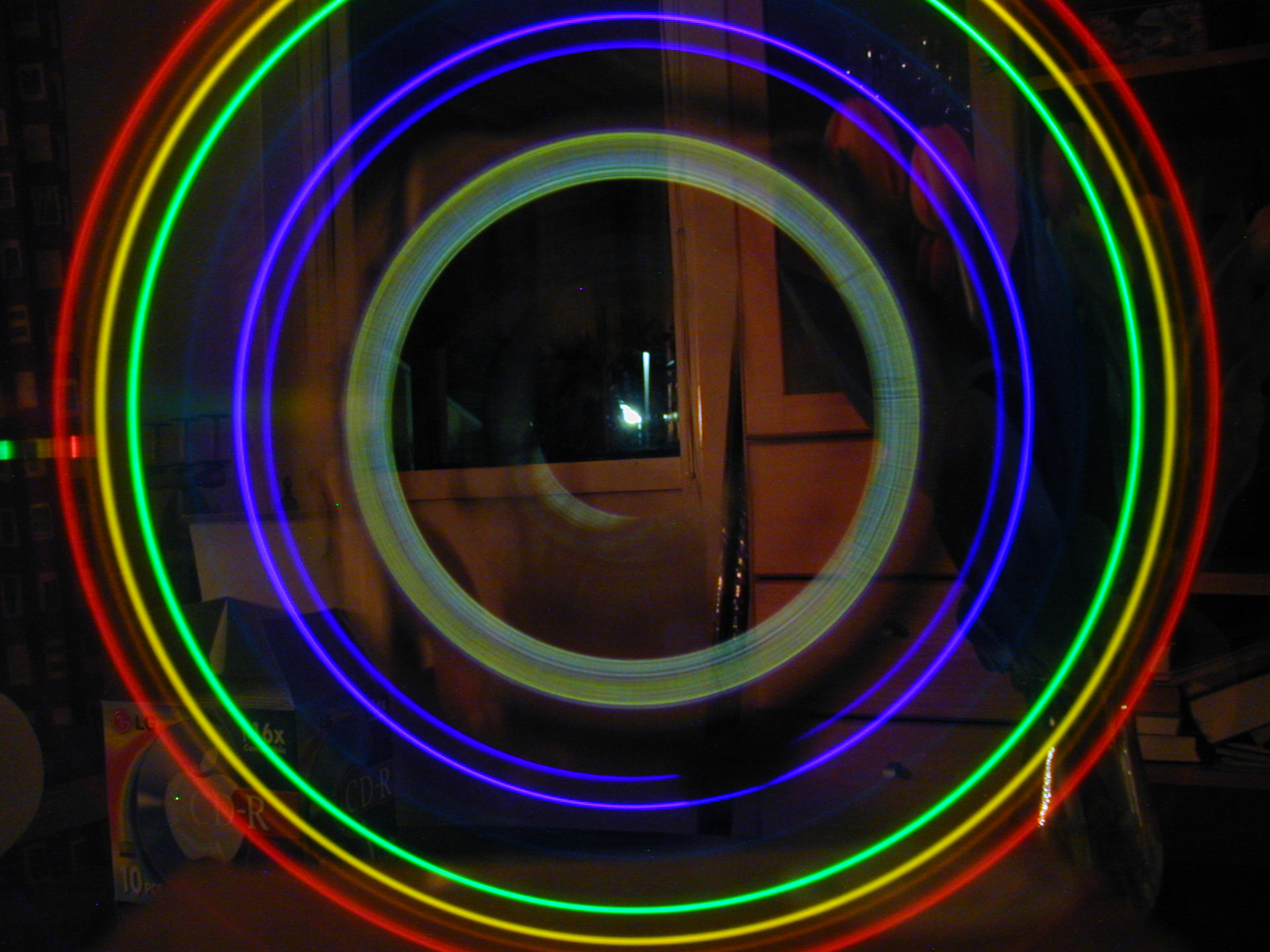
'Spektralcirklar' från en kvicksilverlampa fotograferade genom en CD-skiva.

Spektrallinjer är ljusa eller mörka linjer i spektrumet från en ljuskälla. De uppstår när elektronerna i ljuskällans (eller mellanliggande materias) atomer övergår från en energinivå till en annan. Eftersom dessa energinivåer (och skillnaden mellan dem) är fasta och specifika (diskreta) för varje enskilt grundämne, kan spektrallinjerna användas för att identifiera vilket eller vilka ämnen som är inblandade.
- Absorptionslinjer (mörka linjer, de Fraunhoferska linjerna) uppstår när fotoner i ljuset absorberas, och elektronerna med hjälp av fotonernas energi går från ett lägre tillstånd till ett högre.
- Emissionslinjer (ljusa linjer) uppstår när elektronerna går från ett högre tillstånd till ett lägre, och atomerna därvid avger fotoner som motsvarar skillnaden i energitillstånden.